# Danteum
Le Danteum est un monument « non-construit » proposé par un érudit de Dante, approuvé par le gouvernement fasciste de Benito Mussolini, conçu par l'architecte moderniste Giuseppe Terragni. Cependant, finalement, il ne reste du projet que quelques croquis sur papier, des restes d'un modèle architectural et les pièces d'un rapport de projet (Relazione), écrit par Giuseppe Terragni.
La structure était conçue pour être construite à Rome sur la Via dei Fori Imperiali.
L'intention était de célébrer le poète italien Dante Alighieri, vantant les vertus d'un Etat fasciste fort, dont la propagande exaltait la gloire de la Rome impériale.
Les fragments du projet livrent le rêve inassouvi de Terragni pour la réalisation d'un monument à Dante, dont la Divine Comédie aurait été le prétexte d'un monument architectural.

## Histoire
En 1938 Rino Valdameri, alors directeur de l'Académie des beaux-arts de Brera à Milan et président de la Società Dantesca Italiana, propose au Gouvernement Mussolini de construire à Rome un Danteum afin de célébrer Dante, pour l'Exposition Universelle de Rome qui aurait dû avoir lieu en 1942,.
Le projet est commandé par Valdameri à Terragni et Pietro Lingeri soutenu par l'entrepreneur de l'industrie sidérurgique, le milanaise comte Alessandro Poss qui met à disposition à titre de contribution personnelle à la réalisation du projet la somme de deux millions de lires.
Afin de promouvoir le projet, Valdameri propose la mise en place d'un conseil d'administration de vingt membres, composé de ministres, partisans et intellectuels, sous la haute surveillance du chef de gouvernement (Mussolini). Rino Valdameri propose personnellement des noms pour le conseil d'administration, dont Alessandro Poss (it), Giovanni Gentile et Ugo Ojetti.
Le 10 novembre 1938, au Palazzo Venezia, Valdameri et les designers présentent le projet et obtiennent le consentement du Duce. Toutefois, en raison des développements politiques qui ont conduit à l'entrée dans la guerre, les réunions consacrées au projet sont continuellement différées et finalement le rêve de la réalisation d'un bâtiment dédié à Dante Alighieri et à la Divine Comédie, est resté à l'état de projet.

## Projet architectural
« Terragni choisit de baser le projet sur la Divine Comédie. Cela rend le projet assez inhabituel dans l'histoire de l'architecture car il est rare de trouver un projet architectural basé sur un texte préexistant. »

— Aarati Kanekar, Diagram and metaphor in design: The Divine Comedy as a spatial model, Philosophica 70, 2002
Dès qu'ils ont reçu les tâches, les architectes ont préparé une série de dessins à l'aquarelle, qui étaient montés sur des panneaux rigides, tandis que Mario Sironi a créé les croquis a fusain des bas-reliefs pour les élévations. Un album avec les dessins a été remis à Valdameri qui les avait transmis à Massimo Bontempelli, qui les a remis à Marino Lazzari, alors Directeur Général des Beaux-Arts.
Au moment des documents du projet, il nous reste quelques exemplaires des planches des panneaux avec des bas-reliefs, qui ont été photographiés et inscrits dans les dessins, et le rapport de projet de Giuseppe Terragni. Du rapport sur le Danteum reste seulement un croquis sommaire, une copie dactylographiée endommagée à laquelle devaient être accompagnées certaines illustrations (qui ne sont pas disponibles). De ces résidus de conception, cependant, peuvent être reconstruits les idées architecturales et les processus de conception de Terragni.
La fonction manifeste du Danteum était d'abriter un musée et une bibliothèque, contenant toutes les éditions disponibles des œuvres de Dante et de celles qui étaient sur lui. Terragni choisit de baser le projet sur la Divine Comédie [7], pour laquelle le projet a pour objectif la traduction, de modèles spatiaux abstraits dans une réalisation formelle .

## Biographie
- (en) Thomas L. Schumacher, Terragni's Danteum, Princeton Architectural Press, 1996, 168 p. (ISBN 978-1-878271-82-2 et 1878271822).
- (en) Alvise Zorzi, Zodiac, Rizzoli International Publications, 1991, 200 p. (ISBN 978-0-8478-5591-9 et 0847855910), p. 88.
- (en) Aarati Kanekar, Diagram and metaphor in design:The Divine Comedy as a spatial model, Philosophica 70, 2002, p.  37-58
- (en) Aarati Kanekar, Metaphor in Morphic Language, Proceedings. 3rd International Space Syntax Symposium, Atlanta, 2001